# Grand Prix Lucemburska
Grand Prix Lucemburska (německy Großer Preis von Luxemburg) byl název pro dva závody mistrovství světa FIA Formule 1, které se konaly v letech 1997 a 1998. Oba závody se uskutečnily v Německu na okruhu Nürburgring, který se nachází asi 80 kilometrů od německo-lucemburské hranice.
Název Grand Prix Lucemburska byl vybrán v roce 1997 proto, že na pořádání Grand Prix Německa již měl smlouvu Hockenheimring. V roce 1999 se závod na Nürburgringu vrátil k použití názvu Grand Prix Evropy.

## Vítězové Grand Prix Lucemburska
Růžové pozadí znázorňuje závody, které nebyly součástí šampionátů Formule 1.

### Opakovaná vítězství (týmy)
| Počet vítězství | Konstruktér | Roky       |
| --------------- | ----------- | ---------- |
| 2               | Cooper      | 1951, 1952 |
| 2               | Ferrari     | 1949, 1950 |

### Vítězové v jednotlivých letech
| Rok         | Jezdec             | Konstruktér      | Trať        | Výsledky  |
| ----------- | ------------------ | ---------------- | ----------- | --------- |
| 1998        | Mika Häkkinen      | McLaren-Mercedes | Nürburgring | Výsledky  |
| 1997        | Jacques Villeneuve | Williams-Renault | Nürburgring | Výsledky  |
| 1996 – 1953 | Nejelo se          | Nejelo se        | Nejelo se   | Nejelo se |
| 1952        | Les Leston         | Cooper           | Findel      | Výsledky  |
| 1951        | Alan Brown         | Cooper-Norton    | Findel      | Výsledky  |
| 1950        | Alberto Ascari     | Ferrari          | Findel      | Výsledky  |
| 1949        | Luigi Villoresi    | Ferrari          | Findel      | Výsledky  |